# Liste der Biografien/Jong
Liste der Biografien |
Portal Biografien |
Personensuche
# |
A |
B |
C |
D |
E |
F |
G |
H |
I |
J |
K |
L |
M |
N |
O |
P |
Q |
R |
S |
T |
U |
V |
W |
X |
Y |
Z |
?
 
Ja |
Jb |
Jd |
Je |
Jh |
Ji |
Jj |
Jl |
Jn |
Jm |
Jo |
Jp |
Jr |
Js |
Jt |
Ju |
Jv |
Jw |
Jy
 
Joa–Jog |
Joh |
Joi–Jom |
Jon |
Joo |
Jop |
Jor |
Jos |
Jot |
Jou |
Jov |
Jow |
Jox |
Joy |
Joz
 
Jona |
Jonc |
Jond |
Jone |
Jong |
Joni |
Jonj |
Jonk |
Jonl |
Jonn |
Jono |
Jonq |
Jons |
Jont |
Jonu |
Jonx |
Jony |
Jonz
Die Liste der Biografien führt alle Personen auf, die in der deutschsprachigen Wikipedia einen Artikel haben. Dieses ist eine Teilliste mit 143 Einträgen von Personen, deren Namen mit den Buchstaben „Jong“ beginnt.

## Jong
- Jong Ozn., Klaas de (1926–2011), niederländischer Politiker, Staatssekretär
- Jong Posthumus, Roelof de (1914–1985), deutscher Schriftsteller
- Jong Song-il (* 1988), nordkoreanischer Eishockeyspieler
- Jong, A. M. de (1888–1943), niederländischer Schriftsteller und Journalist
- Jong, Aad de (1921–2003), niederländischer Fußballspieler
- Jong, Aise Johan de (* 1966), niederländischer Mathematiker
- Jong, Albert de (1891–1970), niederländischer Redakteur und Anarchist
- Jong, Albert de (* 1966), niederländischer Religionswissenschaftler
- Jong, Alida de (1885–1943), niederländische Kommunalpolitikerin und Gewerkschafterin
- Jong, Année Rinzes de (1883–1970), niederländischer Autor und Anarchist
- Jong, Antoinette de (* 1995), niederländische Eisschnellläuferin
- Jong, Arie de (1865–1957), niederländischer Reformer der Plansprache Volapük
- Jong, Arie de (1882–1966), niederländischer Fechter
- Jong, Ate de (* 1953), niederländischer Filmregisseur, Drehbuchautor und Filmproduzent
- Jong, Bert de (* 1955), niederländischer Eisschnellläufer
- Jong, Bob de (* 1976), niederländischer Eisschnellläufer
- Jong, Bum-goo (* 1954), südkoreanischer Politiker und Diplomat
- Jong, Carmen de (* 1968), deutsche Geografin und Hydrologin
- Jong, Cécile de (1866–1944), niederländische Schriftstellerin und Feministin
- Jong, Chan (* 1953), südkoreanischer Autor
- Jong, Chol-min (* 1988), nordkoreanischer Fußballspieler
- Jong, Cornelis de (1907–1981), niederländischer Entomologe
- Jong, Daniël de (* 1992), niederländischer Automobilrennfahrer
- Jong, Daniela de (* 1998), schwedische Handballspielerin
- Jong, Dave de (* 1975), niederländischer Fußballspieler
- Jong, Dennis de (* 1955), niederländischer Jurist, Diplomat und Politiker (SP), MdEP
- Jong, Dimi de (* 1994), niederländischer Snowboarder
- Jong, Eloy de (* 1973), niederländischer SängerEloy de Jong (* 1973)

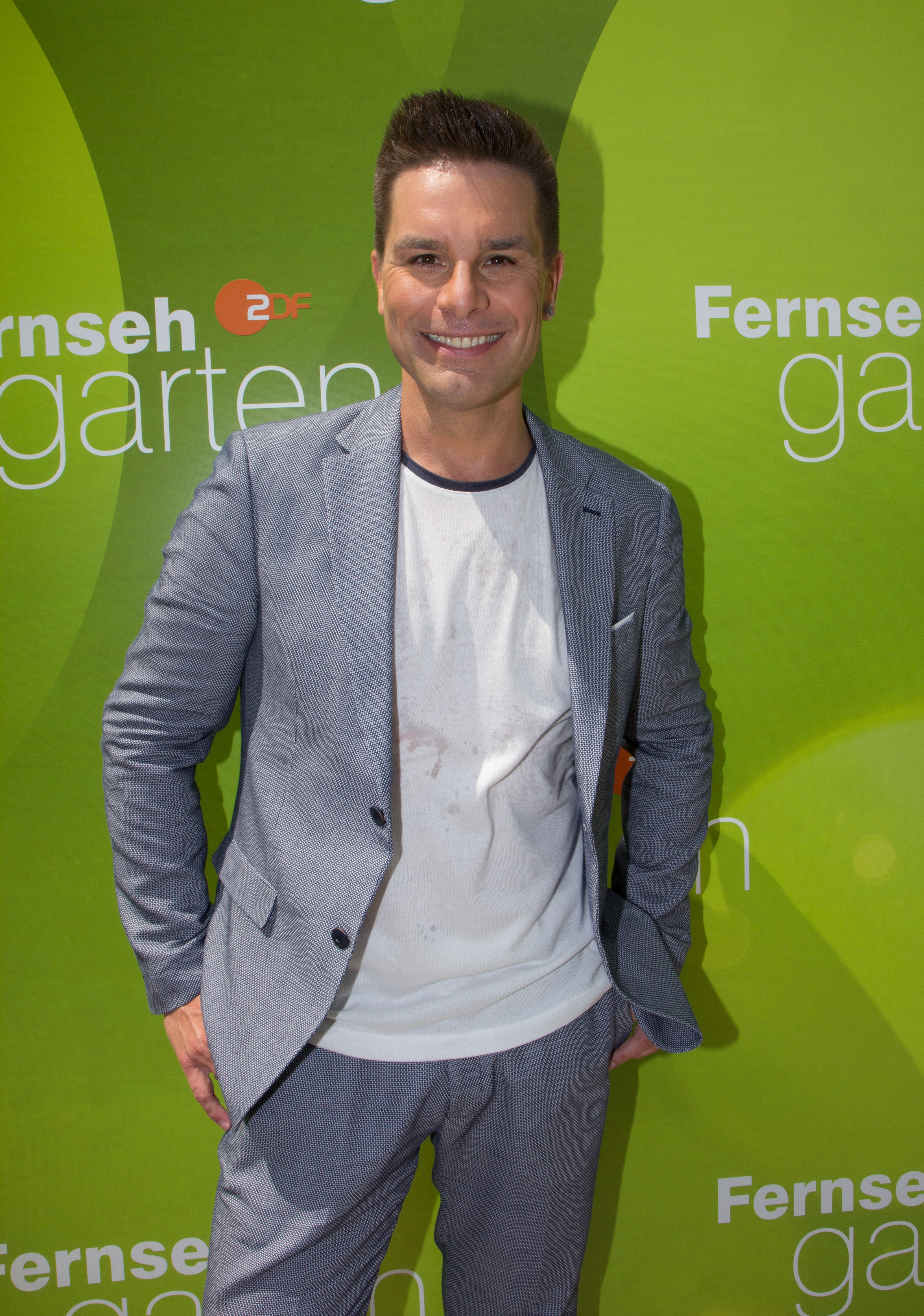
Eloy de Jong (* 1973)

- Jong, Erica (* 1942), US-amerikanische Schriftstellerin
- Jong, Everardus Johannes de (* 1958), niederländischer Geistlicher, römisch-katholischer Theologe und Weihbischof in Roermond
- Jong, Fedde de (* 2003), niederländischer Fußballspieler
- Jong, Frenkie de (* 1997), niederländischer Fußballspieler
- Jong, George de (* 1953), niederländischer Volleyballspieler und Sporttrainer
- Jong, Gideon de (* 1984), niederländischer Bahn- und Straßenradrennfahrer
- Jong, Gisbertus Cornelius de († 1824), niederländischer alt-katholischer Bischof von Deventer
- Jong, Il-gwan (* 1992), nordkoreanischer Fußballspieler
- Jong, Irene de (* 1957), niederländische Altphilologin
- Jong, Jacqueline de (1939–2024), niederländische Malerin, Bildhauerin und Graphikerin
- Jong, Jan de (1864–1901), niederländischer Maler, Zeichner und Aquarellist
- Jong, Jan de (1885–1955), niederländischer Geistlicher, Erzbischof von Utrecht und Kardinal
- Jong, Jean-Paul de (* 1970), niederländischer Fußballspieler
- Jong, Jerry de (* 1964), niederländischer Fußballspieler
- Jong, Jesper de (* 2000), niederländischer TennisspielerJesper de Jong (* 2000)

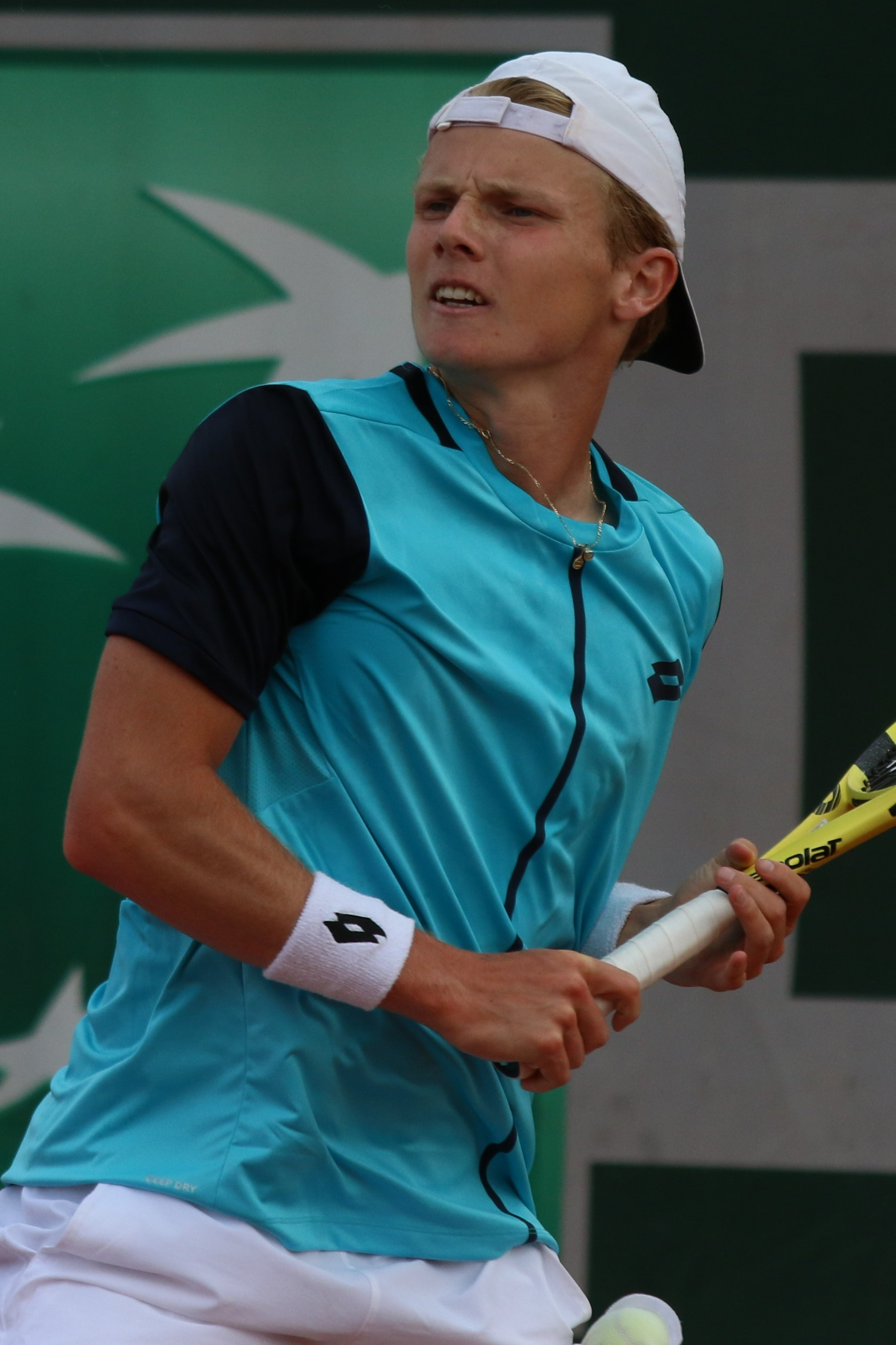
Jesper de Jong (* 2000)

- Jong, Johanna Letitia de (* 1993), niederländische Eisschnellläuferin
- Jong, John de (* 1977), niederländischer Fußballspieler
- Jong, Jurjen de (1807–1890), niederländischer Genre- und Porträtmaler
- Jong, Koos de (1912–1993), niederländischer Segler
- Jong, Lambertus de (1825–1867), alt-katholischer Bischof von Haarlem
- Jong, Letty de (1936–2008), niederländische Sängerin
- Jong, Loe de (1914–2005), niederländischer Historiker und Journalist
- Jong, Luuk de (* 1990), niederländischer Fußballspieler
- Jong, Marcel de (* 1986), kanadischer Fußballspieler
- Jong, Marcus de (1901–1969), niederländischer Romanist und Lusitanist
- Jong, Marichelle de (* 1978), niederländische Boxerin
- Jong, Marjolein de (* 1968), niederländische Volleyballspielerin
- Jong, Mayke de (* 1950), niederländische Historikerin
- Jong, Menno de (* 1984), niederländischer DJ und Produzent
- Jong, Mijke de (* 1959), niederländische Regisseurin und Drehbuchautorin
- Jong, Myong-chol (* 1978), nordkoreanischer Marathonläufer
- Jong, Nick de (* 1981), niederländischer Eishockeyspieler
- Jong, Nick de (* 1989), niederländischer Fußballspieler
- Jong, Nigel de (* 1984), niederländischer FußballspielerNigel de Jong (* 1984)

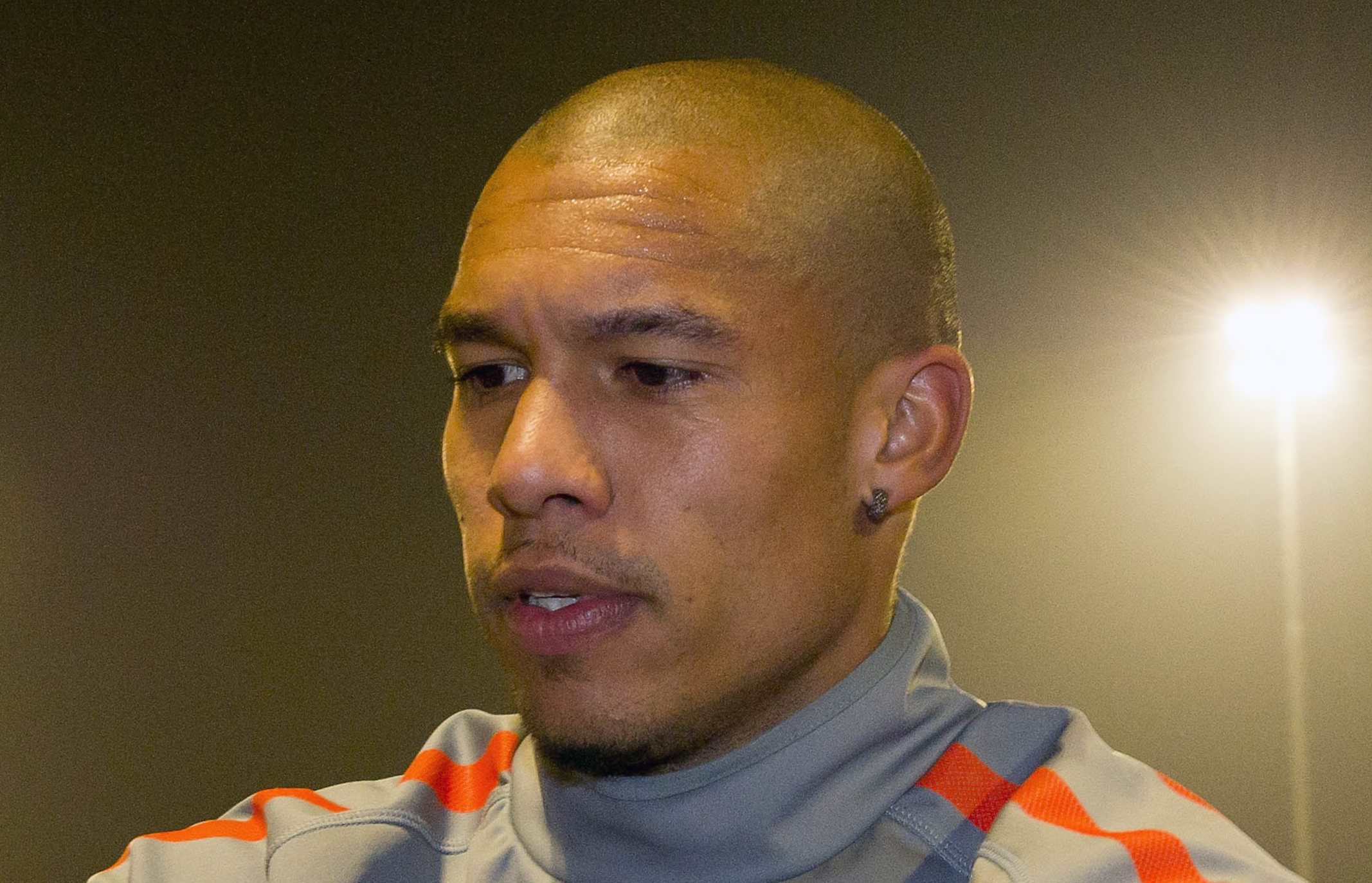
Nigel de Jong (* 1984)

- Jong, Oh (* 1981), koreanischer Installationskünstler
- Jong, Ok-jin (* 1945), nordkoreanische Volleyballspielerin
- Jong, Piet de (1915–2016), niederländischer Politiker
- Jong, Pieter de (1832–1890), niederländischer Orientalist
- Jong, Pok-sim (* 1985), nordkoreanische Fußballspielerin
- Jong, Ralf de (* 1973), deutscher Grafiker und Typograf
- Jong, Randy de (* 1993), niederländischer Koch
- Jong, Reggie de (* 1964), niederländische Schwimmerin
- Jong, Roos de (* 1993), niederländische Ruderin
- Jong, Siem de (* 1989), niederländischer Fußballspieler
- Jong, Song-ok (* 1974), nordkoreanische Leichtathletin
- Jong, Su-hyok (* 1987), nordkoreanischer Fußballspieler
- Jong, Su-hyon (* 1996), nordkoreanische Eishockeyspielerin
- Jong, Tae-se (* 1984), nordkoreanischer FußballspielerJong Tae-se (* 1984)

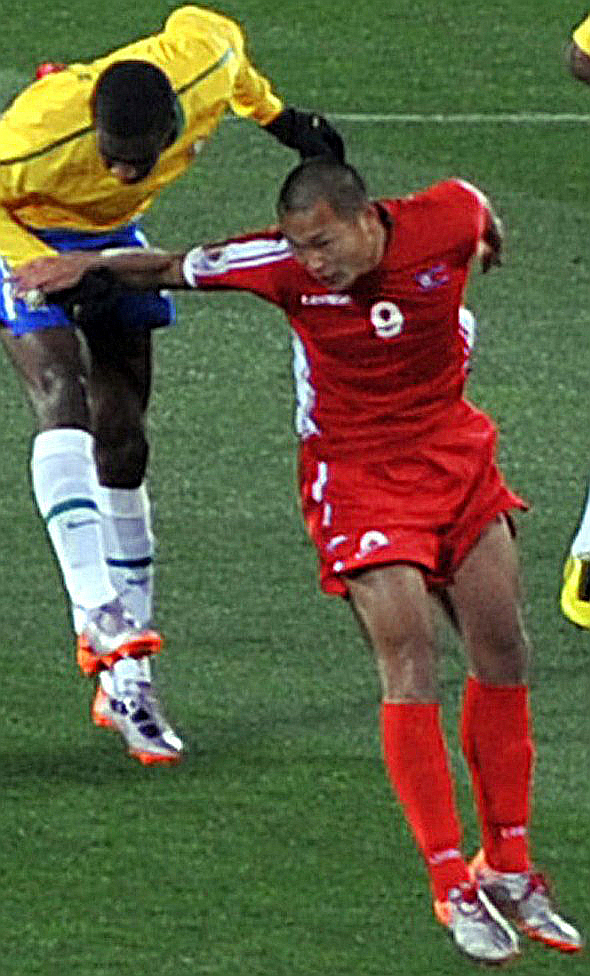
Jong Tae-se (* 1984)

- Jong, Thalita de (* 1993), niederländische Radrennfahrerin
- Jong, Theo de (* 1947), niederländischer Fußballspieler und -trainer
- Jong, Theo de (* 1957), niederländischer Fusion- und Jazzmusiker
- Jong, Theo de (* 1962), niederländischer Mathematiker
- Jong, Tieme de (* 2001), niederländischer Volleyballspieler
- Jong, Tommy de (* 1987), französischer Fußballspieler
- Jong, Tonny de (* 1974), niederländische Eisschnellläuferin
- Jong, Yong-ok (* 1981), nordkoreanische Marathonläuferin
- Jong-a-Pin, Calvin (* 1986), niederländischer Fußballspieler
- Jong-Meyer, Renate de (* 1947), deutsche Psychologin und Hochschullehrerin

### Jonga
- Jonga, Pap (* 1997), gambischer Schwimmer

### Jongb
- Jongbloed, Jan (1940–2023), niederländischer FußballtorhüterJan Jongbloed (1940–2023)

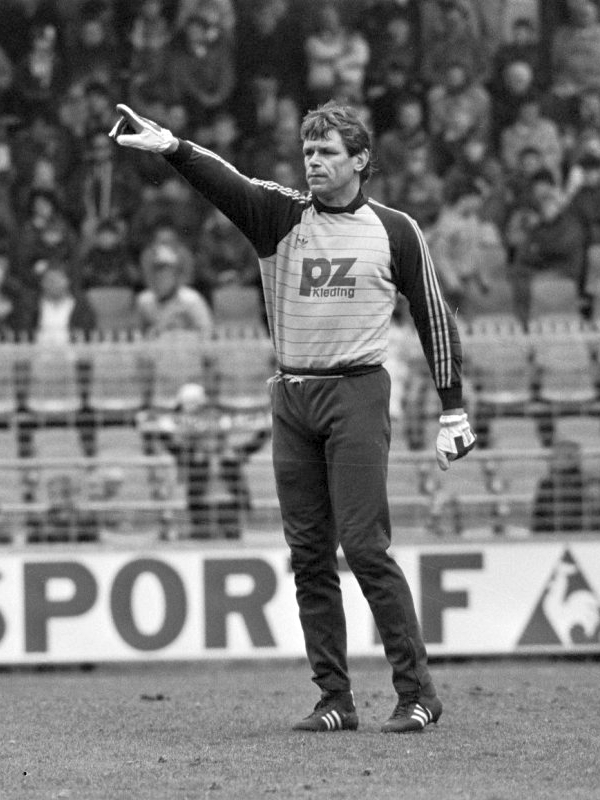
Jan Jongbloed (1940–2023)

### Jonge
- Jonge, Bonifacius Cornelis de (1875–1958), niederländischer Politiker, Kriegs- und Marineminister, Generalgouverneur von Niederländisch-Indien
- Jonge, Ernst de (1914–1944), niederländischer Widerstandskämpfer und Ruderer
- Jonge, Freek de (* 1944), niederländischer Kabarettist
- Jonge, Gerhard de (1875–1945), deutscher Eisenbahn-Bauingenieur, Baubeamter und Hochschullehrer
- Jonge, Henk de (* 1943), niederländischer Pianist und Perkussionist
- Jonge, Hugo de (* 1977), niederländischer Politiker
- Jonge, Jan de (* 1963), niederländischer Fußballspieler und -trainer
- Jonge, Johan Antonie de (1864–1927), niederländischer Anwalt, Maler und Zeichner
- Jonge, Johan Karel Jakob de (1828–1880), niederländischer Historiker
- Jonge, Johann de (1873–1943), deutscher Architekt und kommunaler Baubeamter in Hannover
- Jonge, Johannes Cornelis de (1793–1853), niederländischer Historiker und Archivar
- Jonge, Maarten de (* 1985), niederländischer Straßenradrennfahrer
- Jonge, Marc de (1949–1996), französischer Schauspieler
- Jonge, Marie de (1872–1951), niederländische Malerin
- Jonge, Mark de (* 1984), kanadischer Kanute
- Jonge, Martin de (* 1981), niederländisch-österreichischer Badmintonspieler
- Jongebloed, Hans-Carl (* 1946), deutscher Wirtschaftspädagoge
- Jongejans, Daphne (* 1965), niederländische Wasserspringerin
- Jongejans, Edwin (* 1966), niederländischer Wasserspringer
- Jongeling, Maria (* 1975), niederländische Radsportlerin
- Jongelinus, Gaspar (1605–1669), Theologe und Historiker
- Jongen, Constant (* 1940), belgischer Radrennfahrer
- Jongen, François (* 1961), belgischer Rechtswissenschaftler, Schriftsteller und Journalist
- Jongen, Joseph (1873–1953), belgischer Komponist und Organist
- Jongen, Léon (1884–1969), belgischer Komponist und Dirigent
- Jongen, Marc (* 1968), deutscher Politiker (AfD) und AutorMarc Jongen (* 1968)

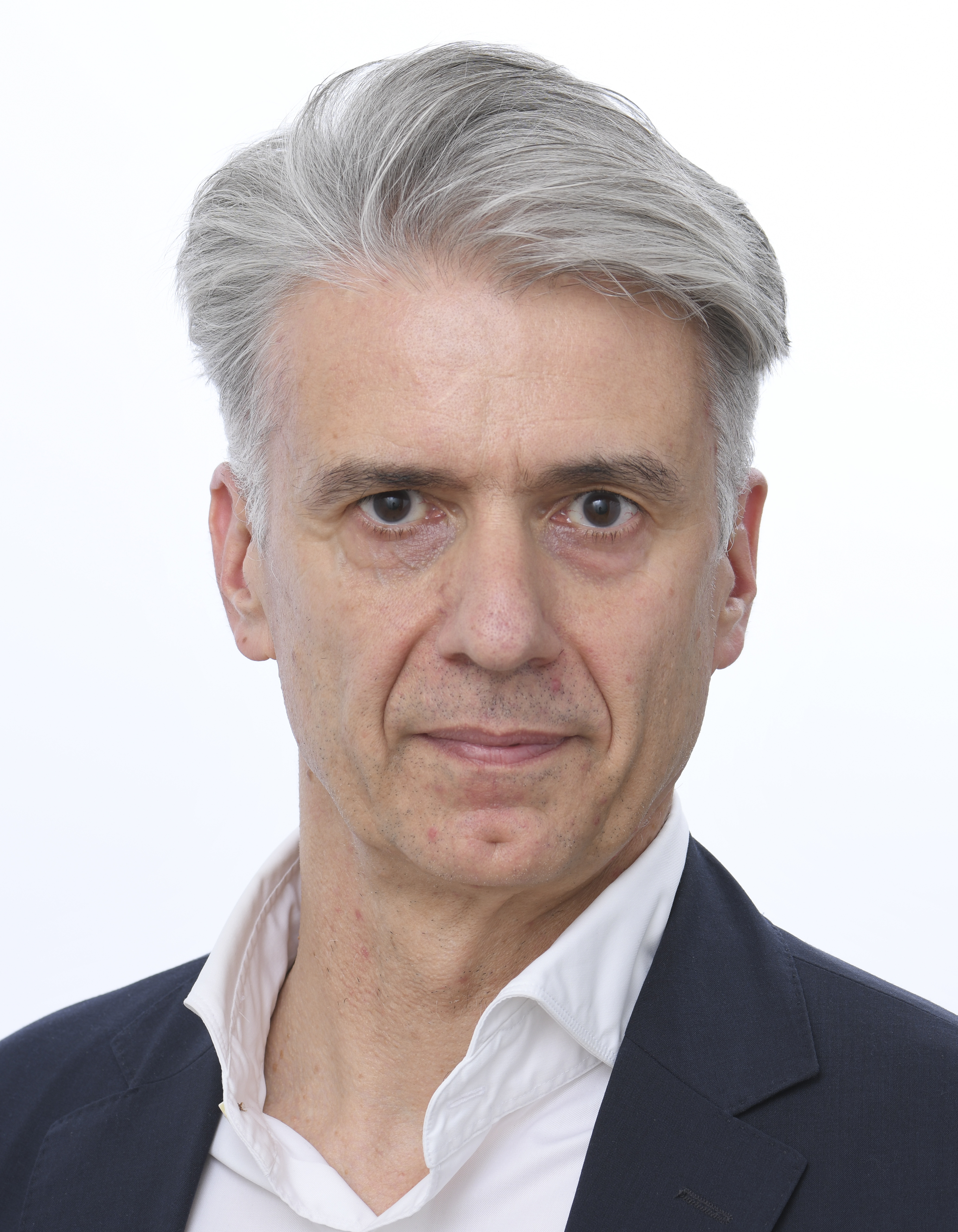
Marc Jongen (* 1968)

- Jongenelen, Isabelle (* 1991), niederländische Handballspielerin
- Jongepier, Jan (1941–2011), niederländischer Organist
- Jongerius, Agnes (* 1960), niederländische Politikerin (Partij van de Arbeid), MdEP
- Jongerius, Hella (* 1963), niederländische Designerin und Dozentin
- Jongewaard, Chris (* 1979), australischer Radrennfahrer

### Jongh
- Jongh, Grietje de (1924–2002), niederländische Sprinterin
- Jongh, Piet de (* 1934), niederländischer Radrennfahrer
- Jongh, Ralph de (* 1975), niederländischer Singer-Songwriter, Gitarrist und Mundharmonikaspieler
- Jongh, Rein de (* 1938), niederländischer Radrennfahrer
- Jongh, Samuel Elzevier de (1898–1976), niederländischer Pharmakologe
- Jongh, Steven de (* 1973), holländischer Radrennfahrer
- Jongh-Elhage, Emily de (* 1946), niederländische Politikerin der Niederländischen Antillen
- Jonghe, Jan Baptiste de (1785–1844), flämisch-belgischer Maler und Lithograf
- Jonghelinck, Nicolaes (1517–1570), flämischer Kaufmann, Bankier (Steuerbeamter) und Kunstsammler
- Jonghen, Heinrich († 1312), Weihbischof in Köln
- Jonghyun (1990–2017), südkoreanischer MusikerJonghyun (1990–2017)

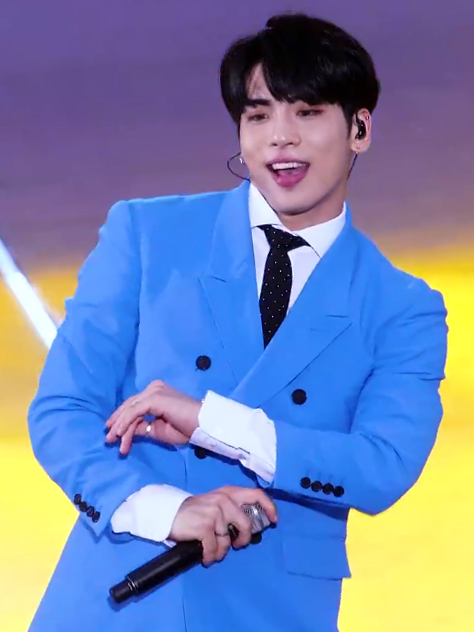
Jonghyun (1990–2017)

### Jongj
- Jongjit, Maneepong (* 1991), thailändischer Badmintonspieler
- Jongjohor, Somjit (* 1975), thailändischer Boxer

### Jongk
- Jongkees, Leonard Barend Willem (1912–2002), niederländischer Mediziner
- Jongkind, Johan Barthold (1819–1891), niederländischer Maler

### Jongl
- Jonglet, Jean († 1540), Botschafter der spanischen Niederlande in England

### Jongm
- Jongman, Allard (* 1957), niederländischer Phonetiker
- Jongmans, Stella (* 1971), niederländische Leichtathletin
- Jongmans, Wilhelmus Josephus (1878–1957), niederländischer Botaniker und Paläobotaniker und Stratigraph des Karbon

### Jongr
- Jongrak Pakdee (* 1991), thailändischer Fußballspieler

### Jongs
- Jongsarit Wutchuay, thailändischer Fußballtrainer
- Jongsma, Wik (1943–2008), niederländischer Schauspieler
- Jongstra, Claudy (* 1963), niederländische Künstlerin und Textildesignerin

### Jongw
- Jongwe, Luke (* 1995), simbabwischer Cricketspieler